# Межањ
Межањ је мало ненасељено острво у хрватском делу Јадранског мора у задарском архипелагу.
Налази се североисточно од Дугог отока од којег је удаљен 0,5 км. Површина острва износи 0,083 км². Дужина обалске линије је 1,15 км.. Највиши врх на острву је висок 5 метара.